# Robert Hughes
Robert Studley Forrest Hughes (ur. 28 lipca 1938 w Sydney, zm. 6 sierpnia 2012 w Nowym Jorku) – australijski krytyk i historyk sztuki, pisarz i twórca filmów dokumentalnych dla telewizji. Specjalizował się w sztuce współczesnej, a także w twórczości Francisca Goi.
W połowie lat 60. wyjechał do Europy, a od 1970 roku zamieszkał w Nowym Jorku, gdzie pracował jako krytyk sztuki dla czasopisma „Time”.

## Publikacje
- (1965) – Donald Friend
- (1966) – The Art of Australia
- (1968) – Heaven and Hell in Western Art
- (1987) – The Fatal Shore
- (1989) – Lucian Freud Paintings
- (1990) – Frank Auerbach
- (1991) – Nothing if Not Critical: Selected Essays on Art and Artists'
- (1991) – The Shock of the New: Art and the Century of Change
- (1992) – Barcelona
- (1993) – Culture of Complaint
- (1998) – A Jerk on One End: Reflections of a Mediocre Fisherman
- (1998) – American Visions: The Epic History of Art in America
- (2001) – Barcelona: the Great Enchantress
- (2004) – Goya
- (2006) – Things I Didn’t Know: A Memoir
- (2011) – Rome: A Cultural, Visual and Personal History